# Peters Combi Porter 5000
Der Peters Combi Porter 5000 (kurz PCP 5000) ist ein Mehrzweck-Küstenmotorschiffstyp der niederländischen Werft Scheepswerf Peters in Kampen.

## Geschichte
Von dem Schiffstyp wurden Anfang der 2000er-Jahre vier Einheiten auf der Werft Scheepswerf Peters für verschiedene niederländische Reedereien gebaut. Sie wurden die ersten Jahre von Wagenborg Shipping in Delfzijl befrachtet.

## Beschreibung
Die Schiffe werden von einem Sechszylinder-Viertakt-Dieselmotor des Motorenherstellers Wärtsilä (Typ: 6L26A) mit 1950 kW Leistung angetrieben. Der Motor wirkt auf einen Festpropeller. Die Schiffe sind mit einem mit 250 kW Leistung angetriebenen Bugstrahlruder ausgestattet.
Die Schiffe verfügen über zwei kastenförmige Laderäume. Laderaum 1 ist 25,0 m lang, 11,2 m breit und 8,7 m hoch, Laderaum 2 ist 37,5 m lang, 11,2 breit und 8,7 m hoch. Die Kapazität der Laderäume beträgt rund 6100 m³. Die Laderäume sind mit Stapellukendeckeln verschlossen. Diese können mithilfe eines Lukenwagens bewegt werden. Die Schiffe sind mit einem Getreideschott zur Unterteilung des Laderaums ausgestattet. Dieses kann in Laderaum 2 an vier Positionen errichtet werden. Die Tankdecke kann mit 15 t/m², die Lukendeckel können mit 1,6 t/m² belastet werden.
Die Schiffe sind für den Transport von Containern vorbereitet. Die Containerkapazität beträgt 176 TEU. Der Rumpf der Schiffe ist eisverstärkt (Eisklasse 1B). Die Decksaufbauten befinden sich im hinteren Bereich der Schiffe. Hinter den Decksaufbauten befindet sich auf der Backbordseite ein Freifallrettungsboot.

## Schiffe
| Peters Combi Porter 5000 | Peters Combi Porter 5000 | Peters Combi Porter 5000 | Peters Combi Porter 5000           | Peters Combi Porter 5000                                     |
| Bauname                  | Baunummer                | IMO-Nummer               | Stapellauf Ablieferung             | Umbenennungen und Verbleib                                   |
| ------------------------ | ------------------------ | ------------------------ | ---------------------------------- | ------------------------------------------------------------ |
| Oosterscheldeborg        | 801                      | 9259032                  | 21. Juni 2002 19. Juli 2002        | 2007: Atlantic Moon, 2020: Umbau zum Zementfrachter, Henna T |
| Westerscheldeborg        | 802                      | 9259044                  | 18. Oktober 2002 22. November 2002 | 2007: Atlantic Island                                        |
| Trinitas                 | 803                      | 9259056                  | 14. Februar 2003 3. März 2003      | 2007: Gitana, 2023: Eems Runner                              |
| Cathy Jo                 | 804                      | 9259068                  | 2003                               | 2007: Normed Izmir, 2009: Flex Keston, 2022: Nathalie        |